# Georgina Haig
Georgina Haig (* 3. srpna 1985 Melbourne, Victoria) je australská filmová a televizní herečka, v Česku známá především jako princezna Elsa v seriálu Bylo, nebylo .

## Osobní život
Georgina Haig se narodila 3. srpna 1985 v Melbourne, ale vyrůstala především na Mornington Peninsula, taktéž v Austrálii. Její otec Russell Hagg je australský scenárista a filmař. Georgina má také mladšího sourozence; sestru Julian Haig. V dětství se věnovala především baletu a dostala se až do Královské taneční akademie (Royal Academy of Dance). Byla přijata jako studentka umění na Melbournskou univerzitu, ale školu odložila o rok, aby mohla učit angličtinu ve Vietnamu, konkrétně na Hanojské univerzitě. V Hanoji strávila rok a následně se vrátila do rodného Melbourne, ale místo studia umění se vrhla na studium herectví na Západoaustralské akademii múzických umění (Western Australian Academy of Performing Arts). Úspěšně absolvovala jako třiadvacetiletá roku 2008.

## Kariéra
Již v posledním ročníku na Západoaustralské akademii múzických umění se Georgina Haig objevila ve dvou australských celovečerních filmech; v hororu Road Train a v thrilleru Mládí bez naděje (Wasted on the Young). Od roku 2009 do roku 2010 také hrála v dětském televizním seriálu The Elephant Princess. Již roku 2010 získala festivalové ocenění pro nejlepší herečku za její výkon v thrilleru Crawl. Zvažovala roli Andromedy ve filmu Hněv Titánů (Wrath of the Titans), avšak tu nakonec dostala Rosamund Pike. V roce 2012 také byla kandidátkou na roli Gwen Stacy ve filmu Amazing Spider-Man, tuto roli ale nakonec získala Emma Stoneová.
Roku 2012 se objevila v australském filmu The Sapphires a několikrát ji bylo možné zahlédnout jako Ettu i v oblíbeném americkém seriálu Hranice nemožného.
V roce 2014 pracovala s australským komikem Lawrencem Leungem a svým manželem Joshem Maplestonem na kung-fu komedii Maximum Choppage, která si ale nezískala příliš kladný ohlas, naopak, většina kritiků ji označila za frašku. Později toho roku získala roli princezny Elsy ve 4. sérii seriálu Bylo, nebylo (Once Upon a Time), který se vysílal i v Česku.
V červenci 2015 měla být obsazena i ve futuristickém seriálu Incorporated, ale její roli nakonec získala Allison Miller. V listopadu 2015 bylo oznámeno, že Haig získala vedlejší roli v americkém seriálu Bezohlední. V březnu 2016 byla obsazena jako hlavní ženská postava v dosud nenazvaném projektu od The CW. V roce 2018 začala hrát jednu z hlavních rolí v seriálu stanice ABC The Crossing.

## Filmografie

### Film
| Rok  | Název              | Role              | Poznámky            |
| ---- | ------------------ | ----------------- | ------------------- |
| 2008 | Iris               | Chloe             | krátkometrážní film |
| 2008 | Lost & Found       | Louisa            | krátkometrážní film |
| 2010 | Lest We Forget     | Cheryl            | krátkometrážní film |
| 2010 | Road Train         | Liz               |                     |
| 2010 | Mládí bez naděje   | Simone            |                     |
| 2011 | Recon 6            | Christine         | krátkometrážní film |
| 2011 | Vrah beze jména    | Marilyn Burns     |                     |
| 2012 | The Sapphires      | Glynnis           |                     |
| 2013 | Nerve              | Grace             |                     |
| 2014 | Pašerák            | Jasmine Griffiths |                     |
| 2019 | Where We Disappear | Anastasia         |                     |

### Televize
| Rok     | Název                                           | Role                    | Poznámky                      |
| ------- | ----------------------------------------------- | ----------------------- | ----------------------------- |
| 2009–10 | Ostré jako břitva                               | Georgina Freeman        | vedlejší role, 6 dílů         |
| 2010    | Rescue: Special Ops                             | Emma Griffiths          | vedlejší role, 3 díly         |
| 2011    | Princezna ze země slonů                         | Zamira                  | hlavní role, 26 dílů          |
| 2012    | Taneční akademie                                | Mistii                  | vedlejší role, 3 díly         |
| 2012    | Hranice nemožného                               | Henrietta "Etta" Bishop | vedlejší role, 6 dílů         |
| 2012    | A Moody Christmas                               | Patience                | díl: „Water Under the Bridge“ |
| 2013    | The Elegant Gentleman's Guide to Knife Fighting | různé postavy           | hlavní role, 6 dílů           |
| 2014    | Never Tear Us Apart: The Untold Story of INXS   | Paula Yates             | limitovaný seriál             |
| 2014    | Bezohlední                                      | Lee Anne Marcus         | hlavní role, 13 dílů          |
| 2014    | Bylo, nebylo                                    | Elsa                    | vedlejší role, 12 dílů        |
| 2015    | Maximum Choppage                                | Elle                    | hlavní role, 6 dílů           |
| 2015    | Childhood's End                                 | Annabel Stormgren       | limitovaný seriál             |
| 2016    | Všemocný                                        | Piper Baird             | vedlejší role, 4 díly         |
| 2018    | The Crossing                                    | Dr. Sophie Forbin       | hlavní role, 9 dílů           |
| 2018    | Radio Silence                                   | Jill Peterman           | TV film                       |
| 2019    | Secret Bridesmaids' Business                    | Olivia                  | limitovaný seriál             |